# Corre-La Licorne
Corre-La Licorne war ein französischer Hersteller von Automobilen in Levallois-Perret.

## Unternehmensgeschichte

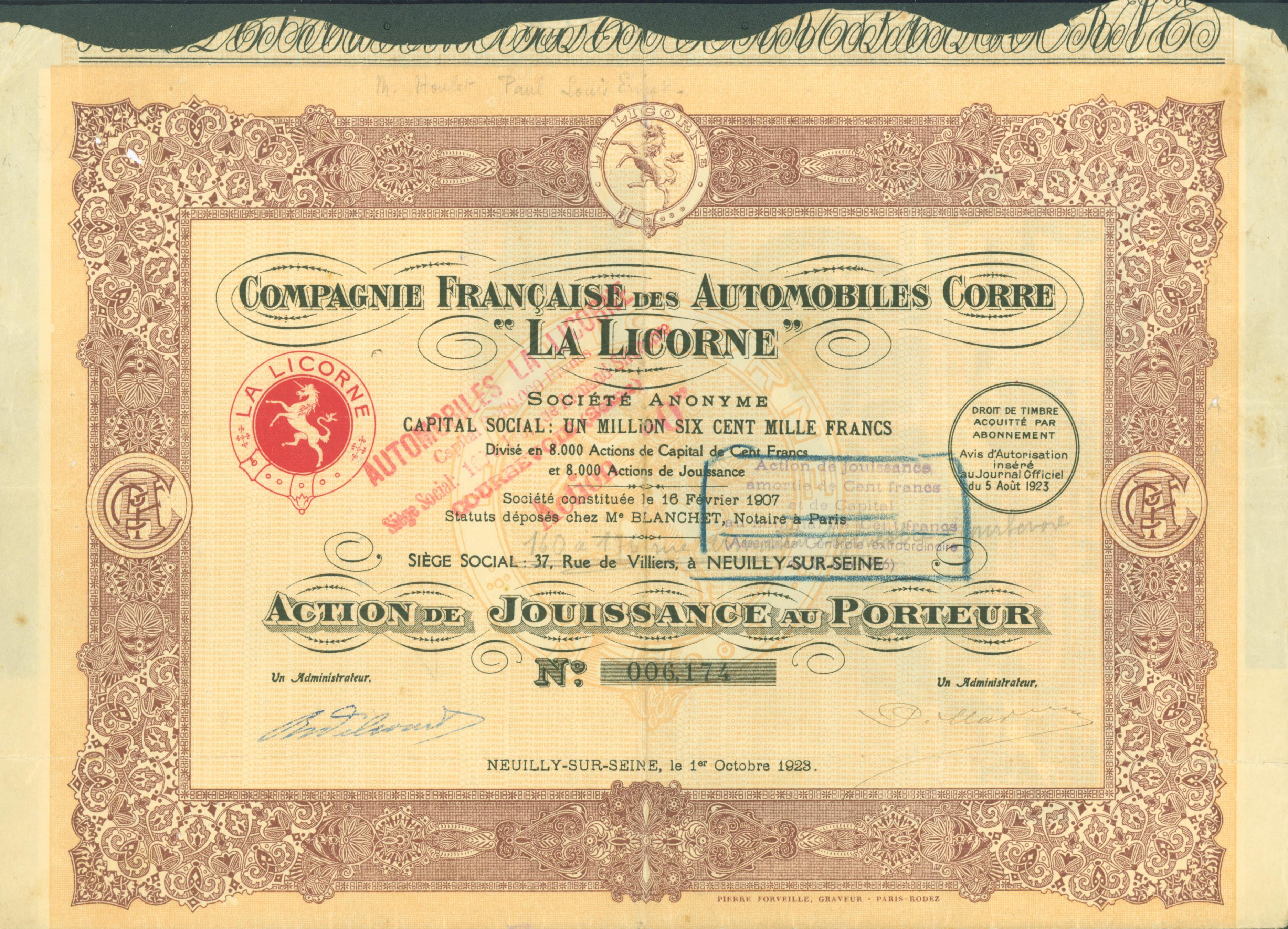
Genußschein der Automobiles Corre "La Licorne" S. A. vom 1. Oktober 1923

Als 1907 der Gründer Jean-Marie Corre aus der Société Française des Automobiles Corre ausschied, wurden neue Fahrzeuge entwickelt, die als Corre-La Licorne vermarktet wurden. Markenname war ab 1934/35 nur noch La Licorne. 1950 endete die Produktion.

## Fahrzeuge
Anfangs gab es Einzylinder- und Zweizylindermodelle mit Einbaumotoren von De Dion-Bouton, die zwischen 8 und 20 PS leisteten. 1909 erschien ein Vierzylindermodell mit einem Motor von Chapuis-Dornier mit 2120 cm³ Hubraum.

### Fahrzeuge von 1907 bis 1919

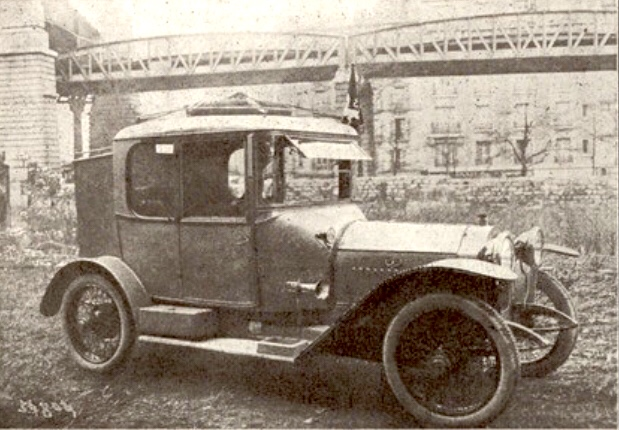
Corre-La Licorne 1913 Tour de France

| Typ                       | Bauzeit | Radstand (mm) | Zyl. | Bo./Hub(mm) | Hubr.(cm³) | PS | Bemerkung             |
| ------------------------- | ------- | ------------- | ---- | ----------- | ---------- | -- | --------------------- |
| La Licorne ? CV           | 1909-   | ?             | 4    | ?           | 2120       | .  | Motor Chapuis-Dornier |
| La Licorne (10 CV)        | 1912-   | ?             | 4    | ?           | 1725       | .  |                       |
| La Licorne 12 CV          | um 1910 | ?             | 4    | 75/170      | 3004       | .  |                       |
| La Licorne Tour de France | um 1913 | ?             | 4    | 75/150      | 2650       | .  |                       |

### Ab 1919
Die ab 1919 gebauten PKW-Typen sind aufgrund umfangreicherer Literatur alle bis heute überliefert. Es waren dies:

### Kleinwagen (bis 1400 cm³ Hubraum)
| Typ                           | Bauzeit | Radstand (mm) | Zyl. | Bo./Hub(mm) | Hubr.(cm³) | PS | Bemerkung    |
| ----------------------------- | ------- | ------------- | ---- | ----------- | ---------- | -- | ------------ |
| La Licorne 8CV                | 1921–23 | 2600          | 4    | 65/100      | 1328       | .  | Motor Ballot |
| La Licorne 8/10CV             | 1924    | 2700          | 4    | 65/105      | 1390       | .  |              |
| La Licorne V14WR3 (8CV)       | 1925–30 | 2700          | 4    | 65/105      | 1390       | .  |              |
| La Licorne 5CV HO 2           | 1928–33 | 2450          | 4    | 60/80       | 905        | 15 |              |
| La Licorne L 610 (5CV)        | 1934–35 | 2450          | 4    | 61/80       | 935        | 20 |              |
| La Licorne 6/8CV              | 1930–32 | 2600          | 4    | 67/80       | 1125       | .  |              |
| La Licorne 6CV L04            | 1933–34 | 2600          | 4    | 67/80       | 1125       | 25 |              |
| La Licorne L6                 | 1935    | 2600          | 4    | 67/80       | 1125       | 25 |              |
| La Licorne CL-311, -411 (6CV) | 1936–38 | 2600          | 4    | 67/80       | 1125       | 25 |              |
| La Licorne 6CV A 114          | 1939    | 2350          | 4    | 67/80       | 1125       | 25 |              |

### Mittelklasse
| Typ                        | Bauzeit | Radstand (mm) | Zyl. | Bo./Hub(mm) | Hubr.(cm) | PS | Bemerkung     |
| -------------------------- | ------- | ------------- | ---- | ----------- | --------- | -- | ------------- |
| La Licorne 10CV            | 1919–23 | 2800          | 4    | 65/120      | 1590      | .  | Motor Ballot  |
| La Licorne 12/15CV         | 1924–27 | 3310          | 4    | 75/130      | 2298      | .  | [ 9 ]         |
| La Licorne 10CV, 9/12CV    | 1922–24 | 2890          | 4    | 67/120      | 1685      | .  | [ 10 ]        |
| La Licorne B7W4 (9CV)      | 1925–31 | 2950          | 4    | 67/120      | 1685      | .  | [ 11 ]        |
| La Licorne W16W4 (10CV)    | 1925–32 | 2890          | 4    | 70/105      | 1614      | .  | [ 12 ]        |
| La Licorne 10CV Sport      | 1930–32 | .             | 4    | 70/105      | 1614      | .  | [ 13 ]        |
| La Licorne 12CV            | 1933    | .             | 4    | 80/107      | 2152      | .  | wenige        |
| La Licorne 8CV L760        | 1933–34 | 2600          | 4    | 76/80       | 1450      | 34 | [ 15 ]        |
| La Licorne 8CV L764        | 1934    | 2750          | 4    | 76/80       | 1450      | 34 | [ 16 ]        |
| La Licorne L8              | 1935    | RSt           | 4    | 76/80       | 1450      | 34 | [ 17 ]        |
| La Licorne L415, CL315     | 1935–40 | RSt           | 4    | 76/80       | 1450      | 34 | [ 18 ]        |
| La Licorne MIR Grd.Comfort | 1935    | 2990          | 4    | .           | 1995      | 53 | [ 19 ]        |
| La Licorne L418            | 1935–39 | 2840          | 4    | 76/99,8     | 1814      | 44 | [ 20 ]        |
| La Licorne W-18 Fam.       | 1936    | 3070          | 4    | 76/99,8     | 1814      | 44 | [ 21 ]        |
| La Licorne L420            | 1935–39 | 2840          | 4    | 80/99,8     | 2000      | 55 | [ 22 ]        |
| La Licorne W-20 Fam.       | 1936–38 | 3070          | 4    | 80/99,8     | 2000      | 55 | [ 23 ]        |
| La Licorne 14CV 424        | 1936–39 | 3025          | 4    | 84/110      | 2438      | 80 | [ 24 ]        |
| La Licorne W-24 Fam.       | 1936–39 | 3120          | 4    | 84/110      | 2438      | 80 | [ 25 ]        |
| La Licorne LSN316 9CV      | 1938–39 | 2900          | 4    | 72/100      | 1628      | 36 | Motor Citroën |
| La Licorne 9CV A163        | 1938–39 | 2350          | 4    | 72/100      | 1628      | 36 | Motor Citroën |
| La Licorne LSN319          | 1938    | 2900          | 4    | 78/100      | 1911      | 46 | Motor Citroën |
| La Licorne 11CV319         | 1939    | 2900          | 4    | 78/100      | 1911      | 56 | Motor Citroën |
| La Licorne V 15 T          | 1940    | 2145          | 4    | 78/100      | 2312      | 52 | Liz. Laffly   |

. In den 1930er-Jahren bezog La Licorne einen Teil seiner Karosserien von Antem. Während des Zweiten Weltkriegs wurde der Aéric 8 CV mit einem Elektromotor ausgestattet. 1949 erschien als Prototyp der 14 CV als Cabriolet.
Ein Fahrzeug dieser Marke ist im Musée Automobile Reims Champagne in Reims zu besichtigen.

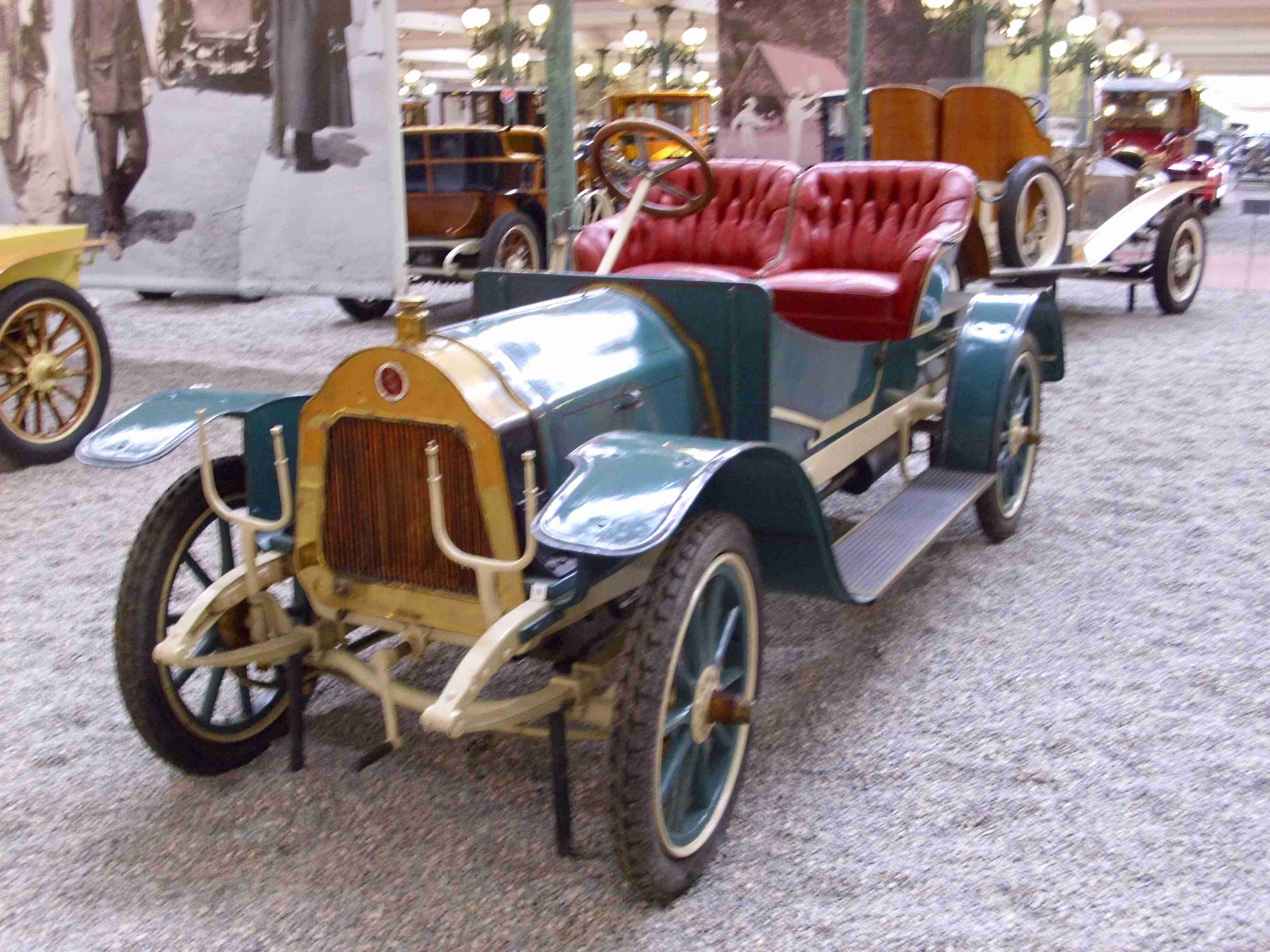
Corre-La Licorne von 1907 in der Cité de l’Automobile – Musée National – Collection Schlumpf
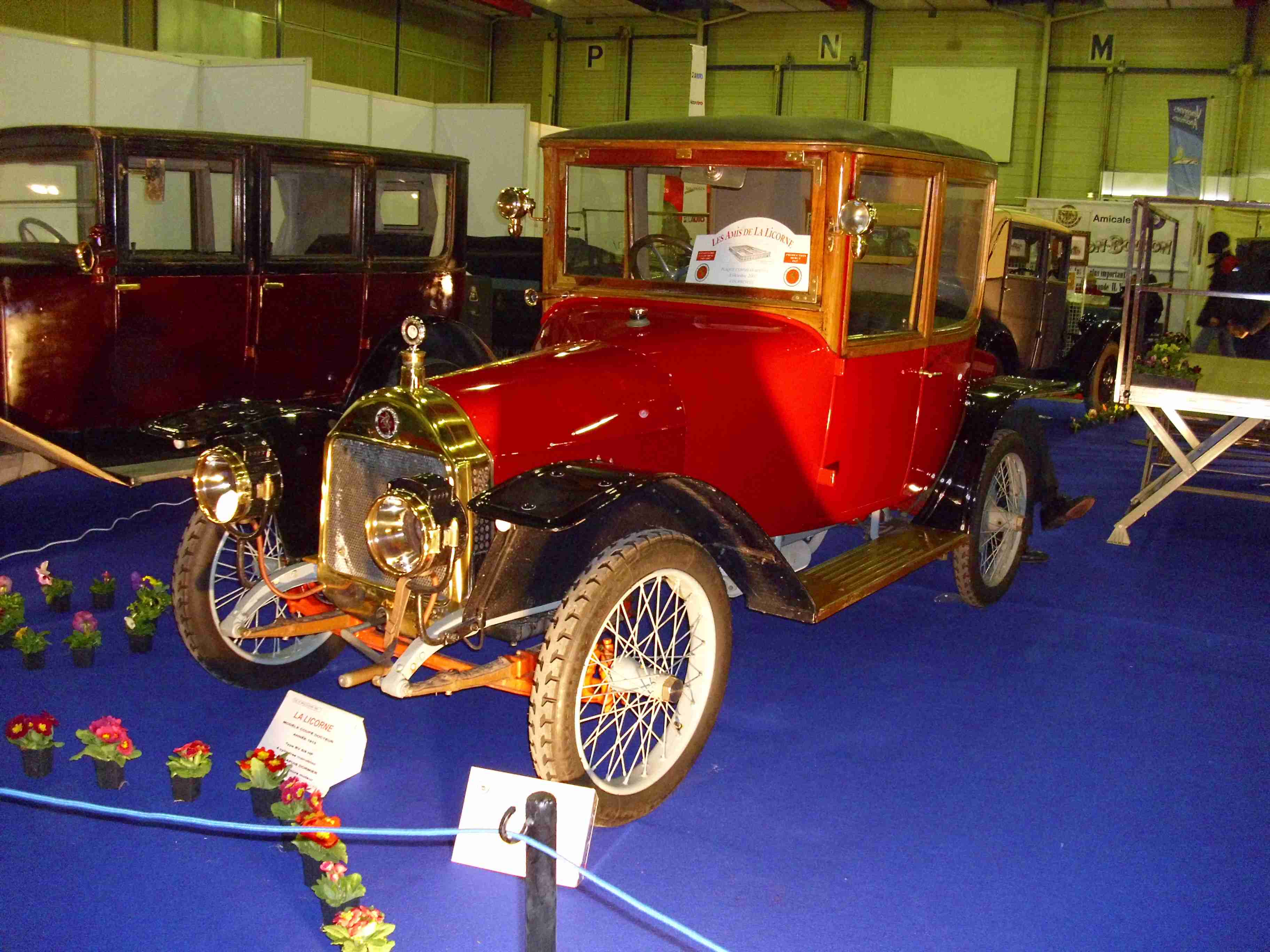
Corre-La Licorne von 1913
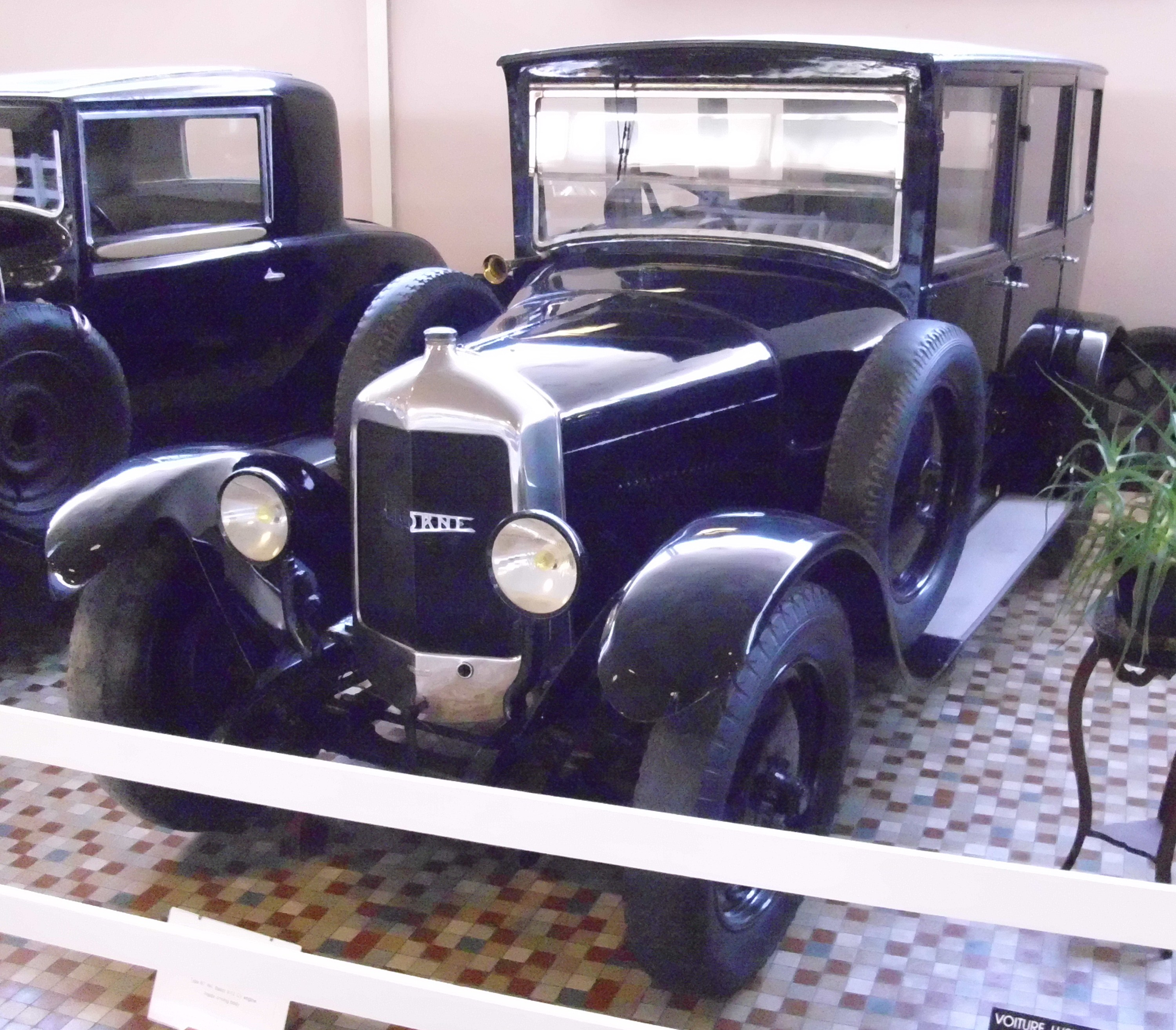
Corre-La Licorne von 1926
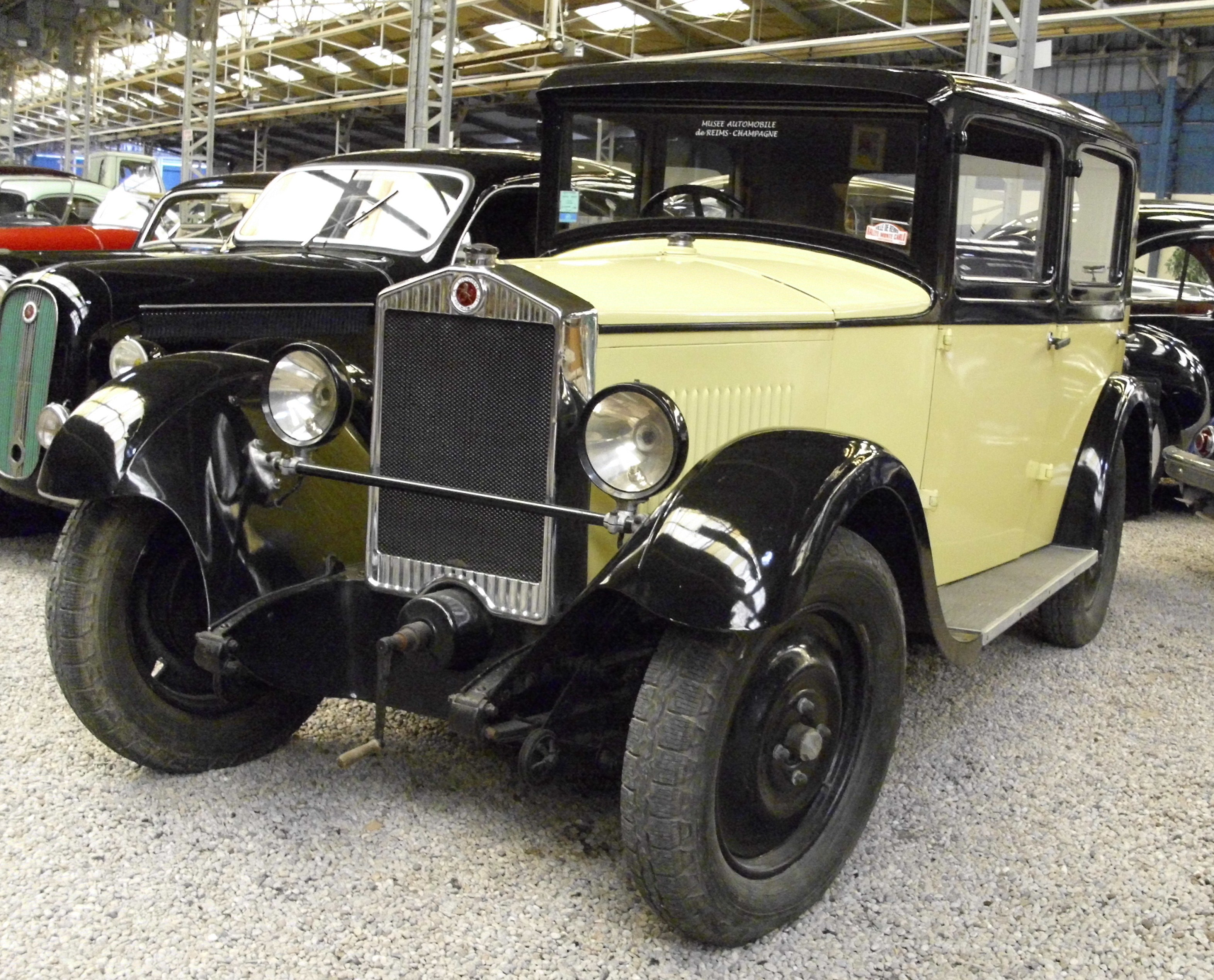
Corre-La Licorne von 1930
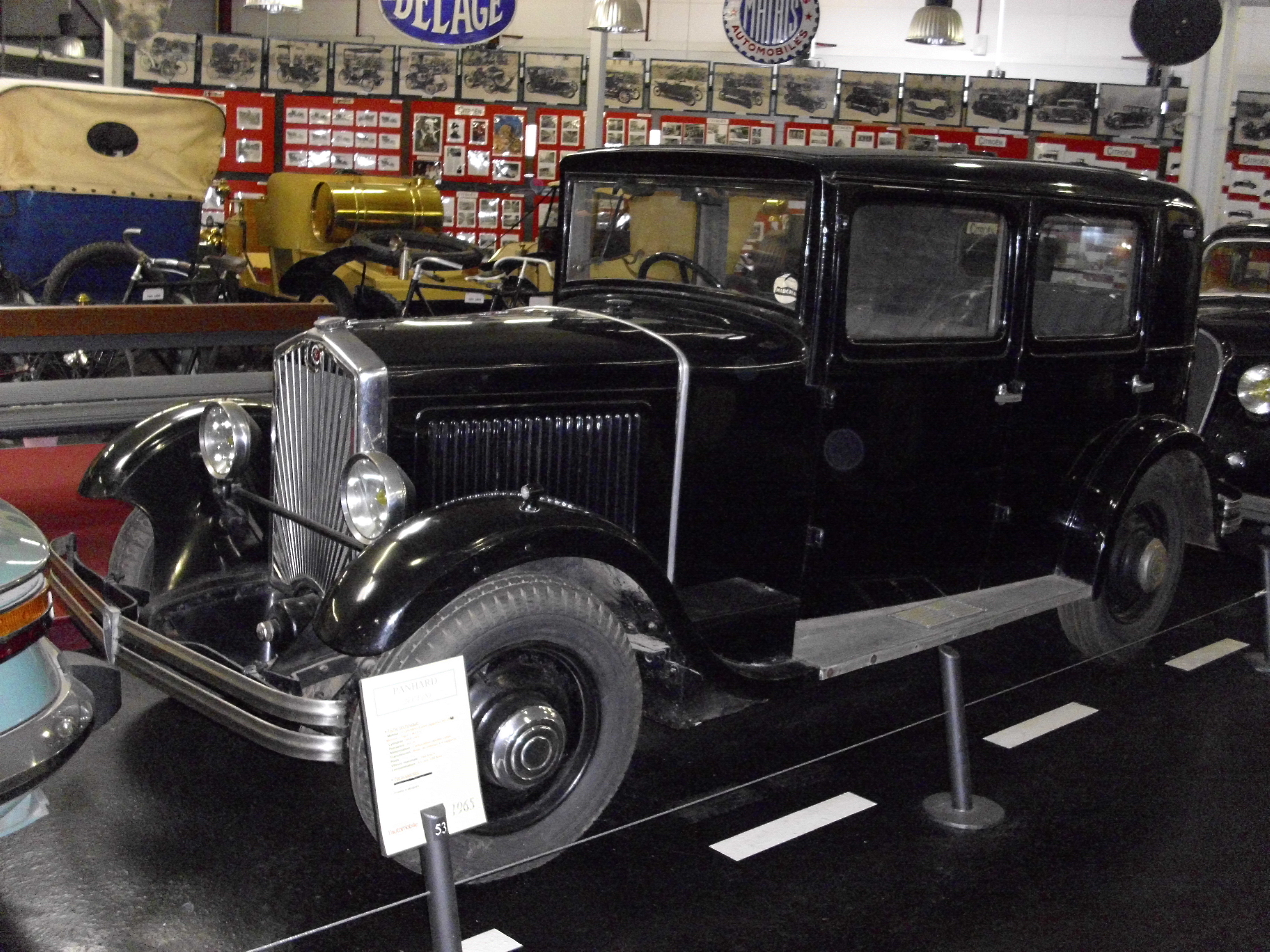
Corre-La Licorne von 1932

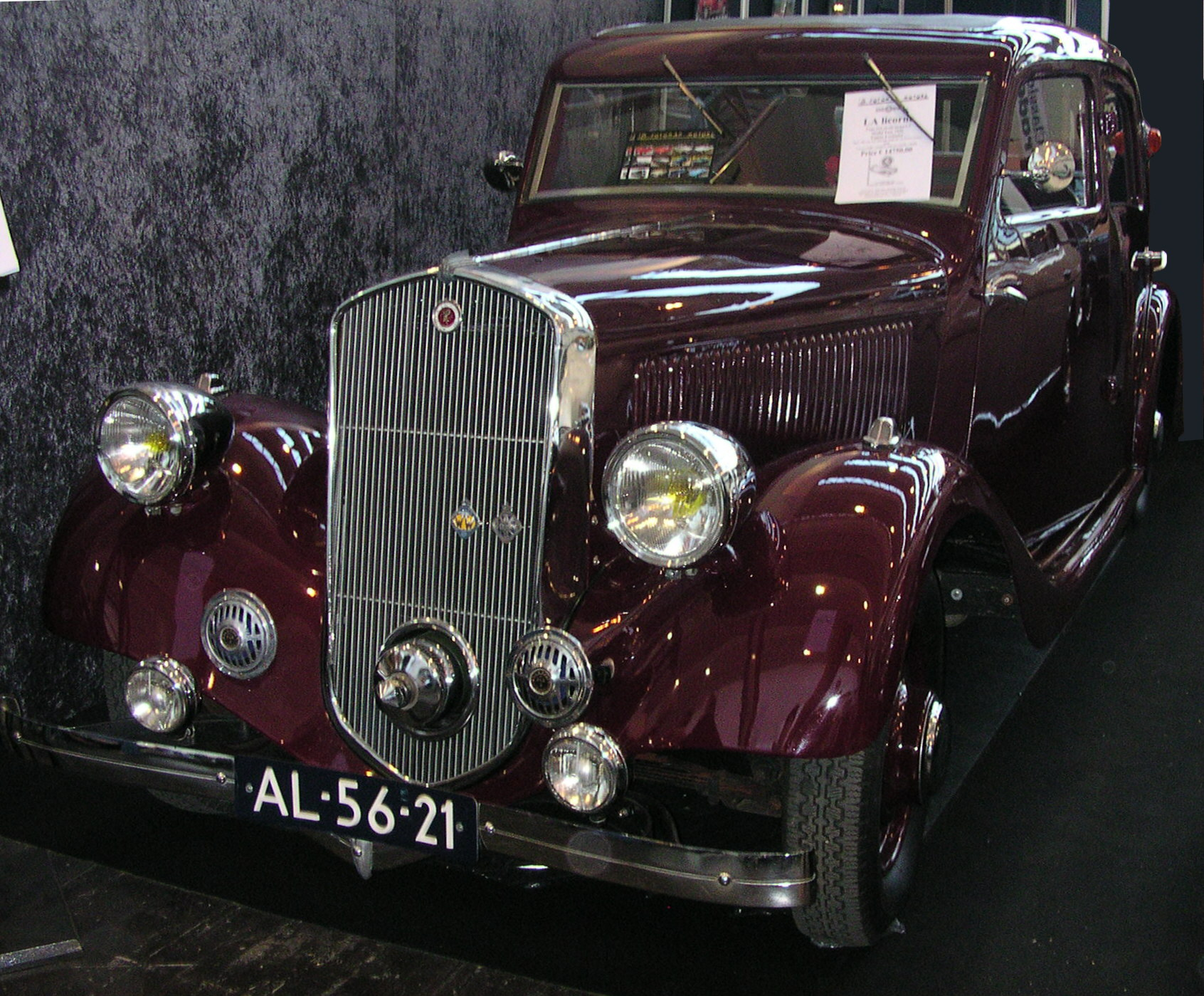
La Licorne von 1935
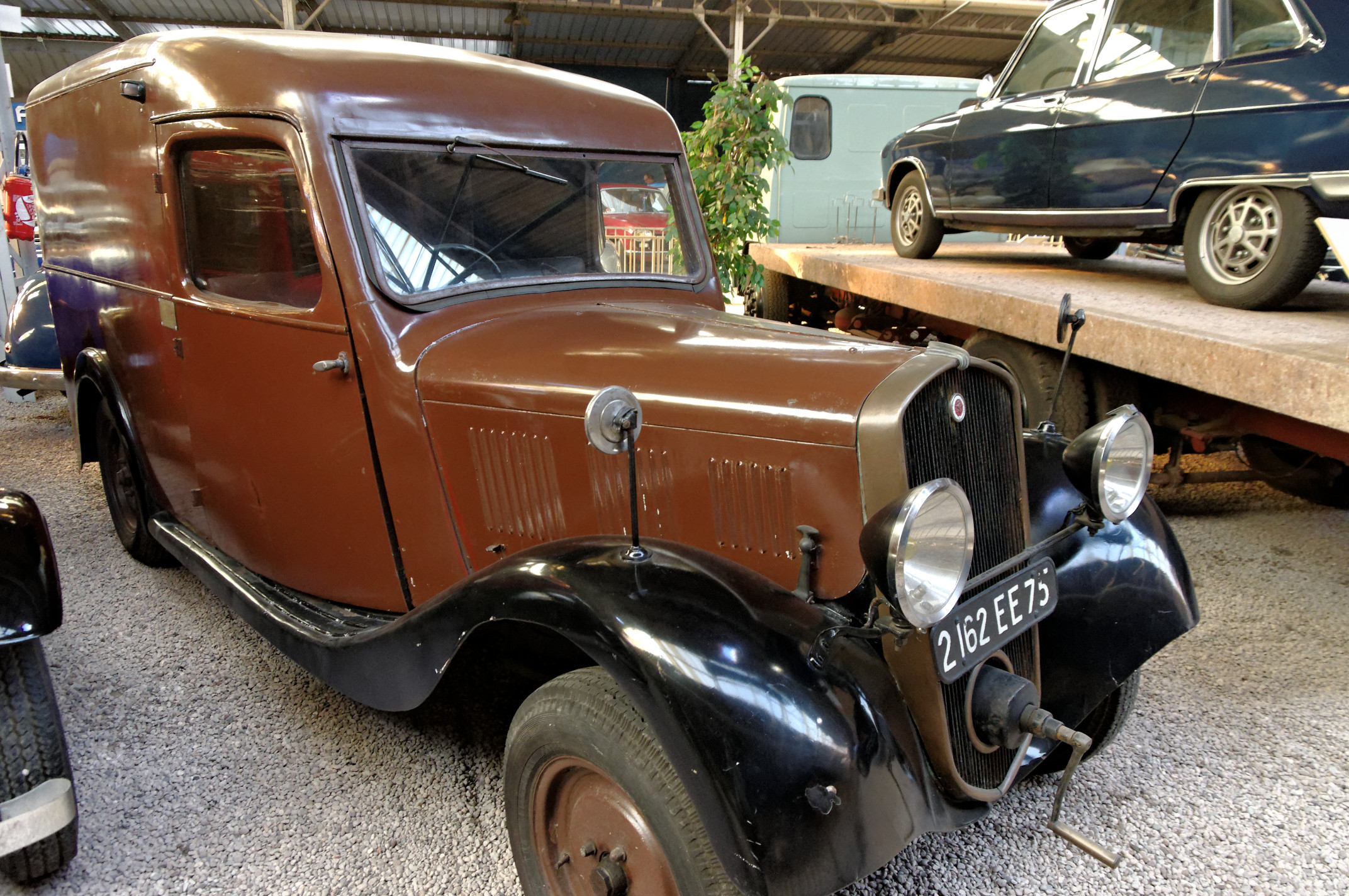
La Licorne 415 von 1938 mit Lieferwagenaufbau
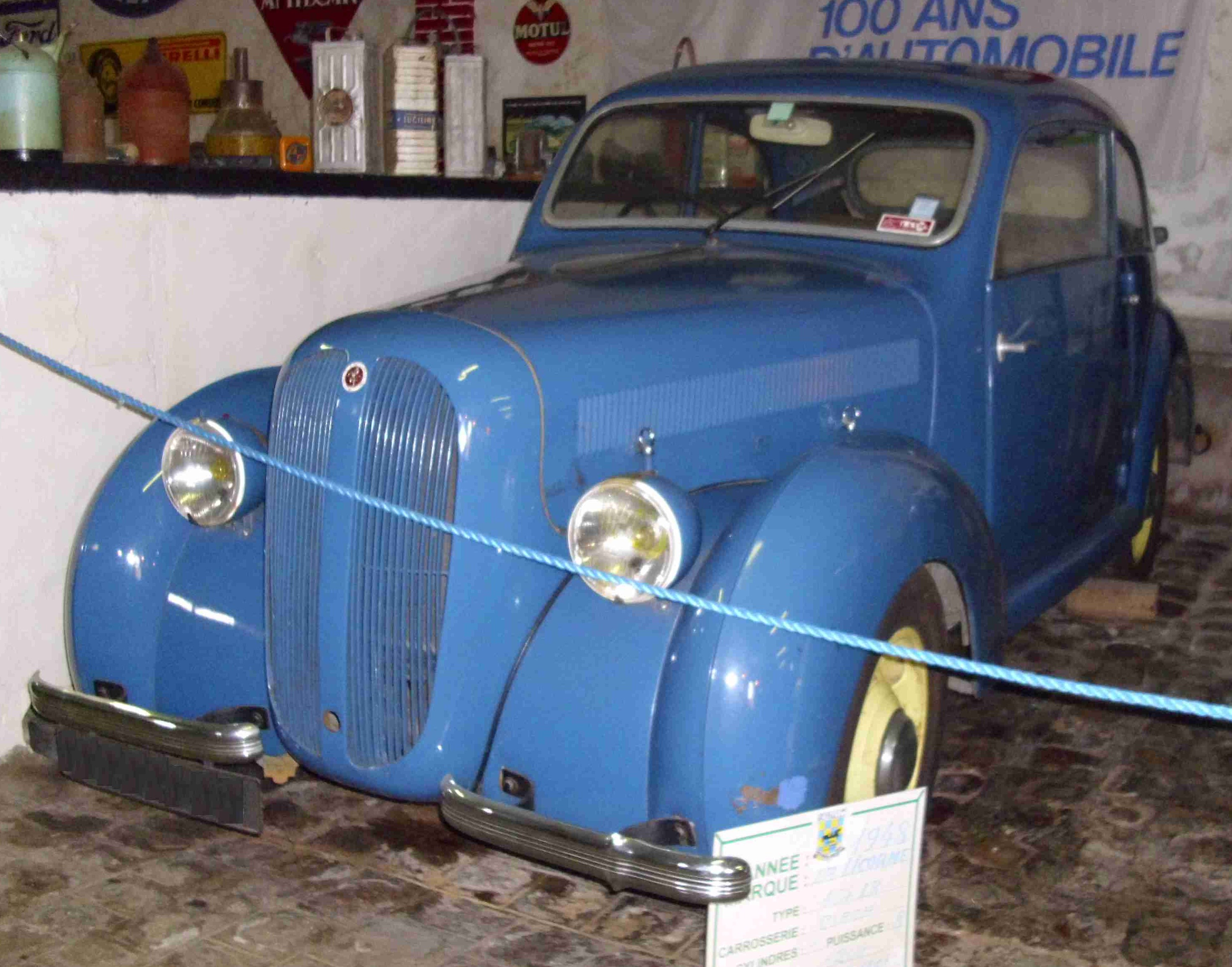
La Licorne von 1948
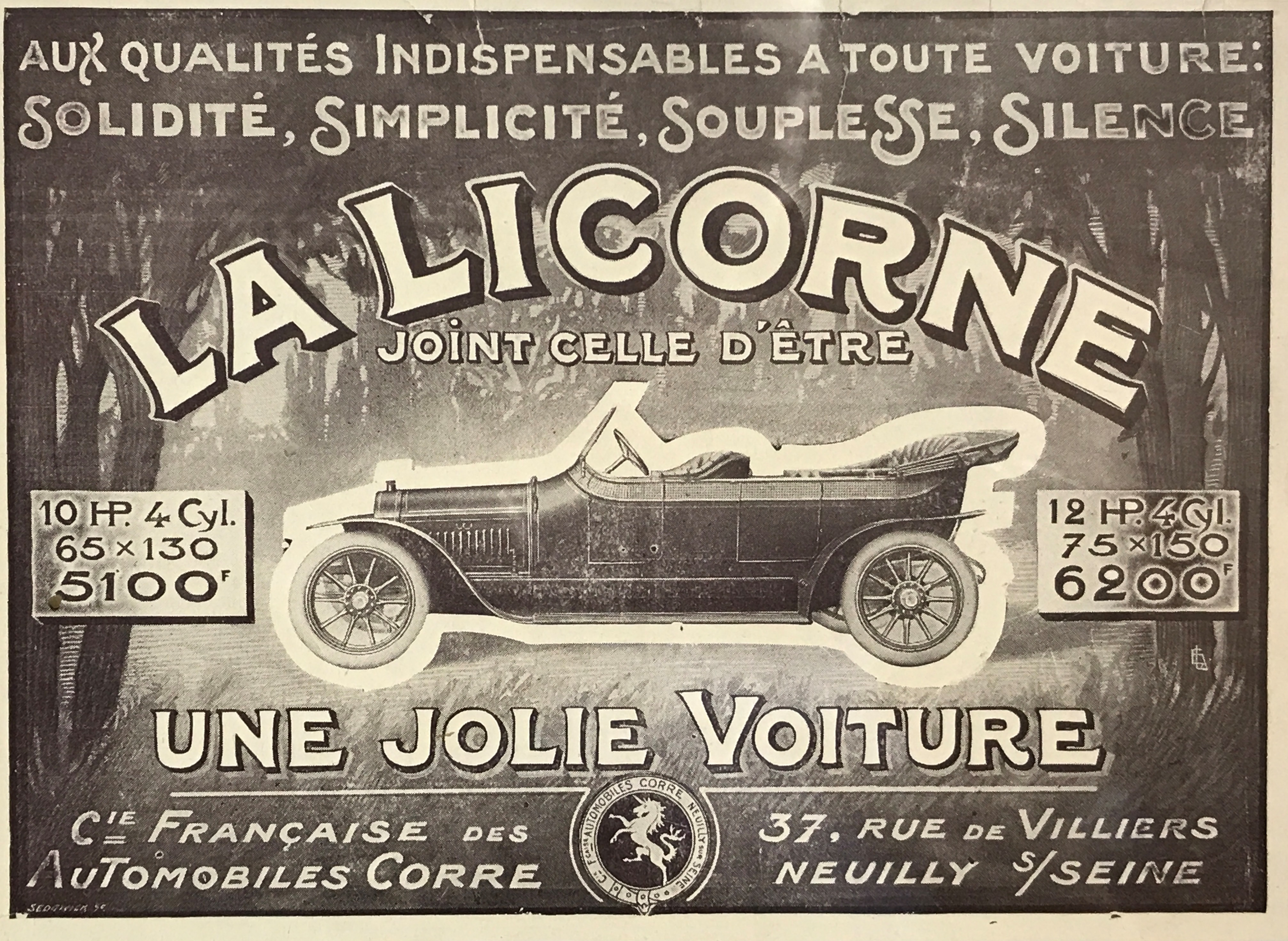
Werbeplakat
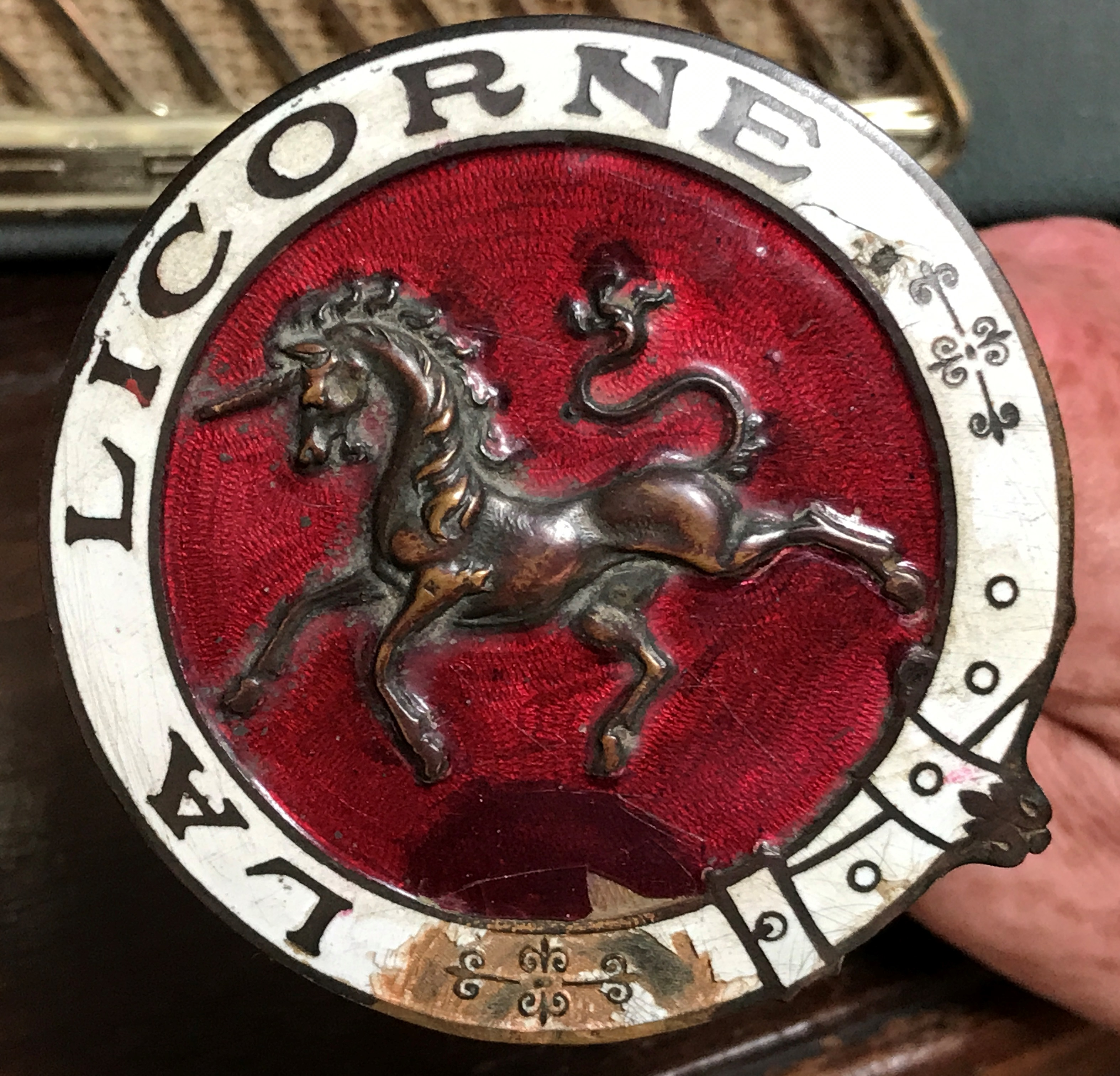
Logo

## Sporterfolge
Von 1923 bis 1926 setzte Corre-La Licorne diverse Modelle beim 24-Stunden-Rennen von Le Mans ein. 1925 erreichten Louis Balart und Robert Doutrebente auf einem Corre-La Licorne W15 den achten Rang in der Gesamtwertung und holten sich den Klassensieg für Fahrzeuge zwischen 1,1 und 1,5 Liter Hubraum.